# Orto dei Semplici elbano
L' Orto dei Semplici Elbano est un petit jardin botanique dédié à la flore de l'archipel toscan. Il est situé dans le hameau de Rio nell'Elba, un hameau de la commune de Rio sur l'île d'Elbe, au cœur du parc national de l'archipel toscan,.

## Historique
Situé sur un terrain d'environ un hectare à proximité de l'Ermitage Santa Caterina (it), il a été créé en 1997 comme lieu d'étude de la biodiversité des plantes hôtes de l'Île d'Elbe et des autres îles de l'archipel toscan.
À l'intérieur de la zone, divers panneaux explicatifs donnent des informations sur les espèces collectées, leurs particularités et leurs usages populaires, développés au fil des milliers d'années, pour l'usage en médecine et pour l'alimentation des populations insulaires.
Né de l'initiative de l'écrivain et photographe Hans Georg Berger (en) et promu par Gabriella Corsi et Fabio Garbari de l'Université de Pise, le jardin est en constante évolution, en effet les chercheurs et les enseignants du Département des Sciences Botaniques de l'Université de Pise continuent à collaborer à la collection de plantes endémiques de l'archipel. Les espaces qui l'hébergent ont été conçus par les architectes Roberto Gabetti, Aimaro Isola et Guido Drocco.

## Galerie

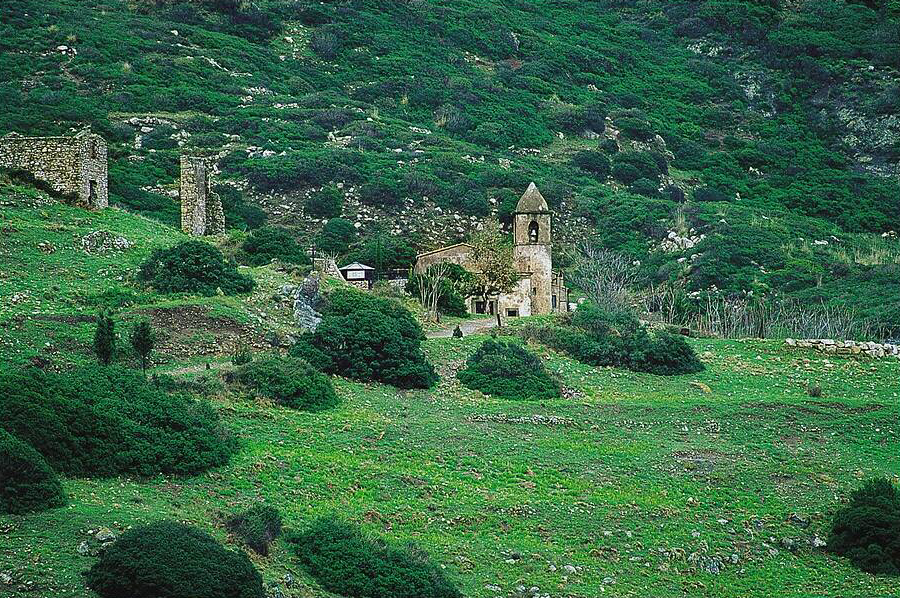
Ermitage Santa Caterina.
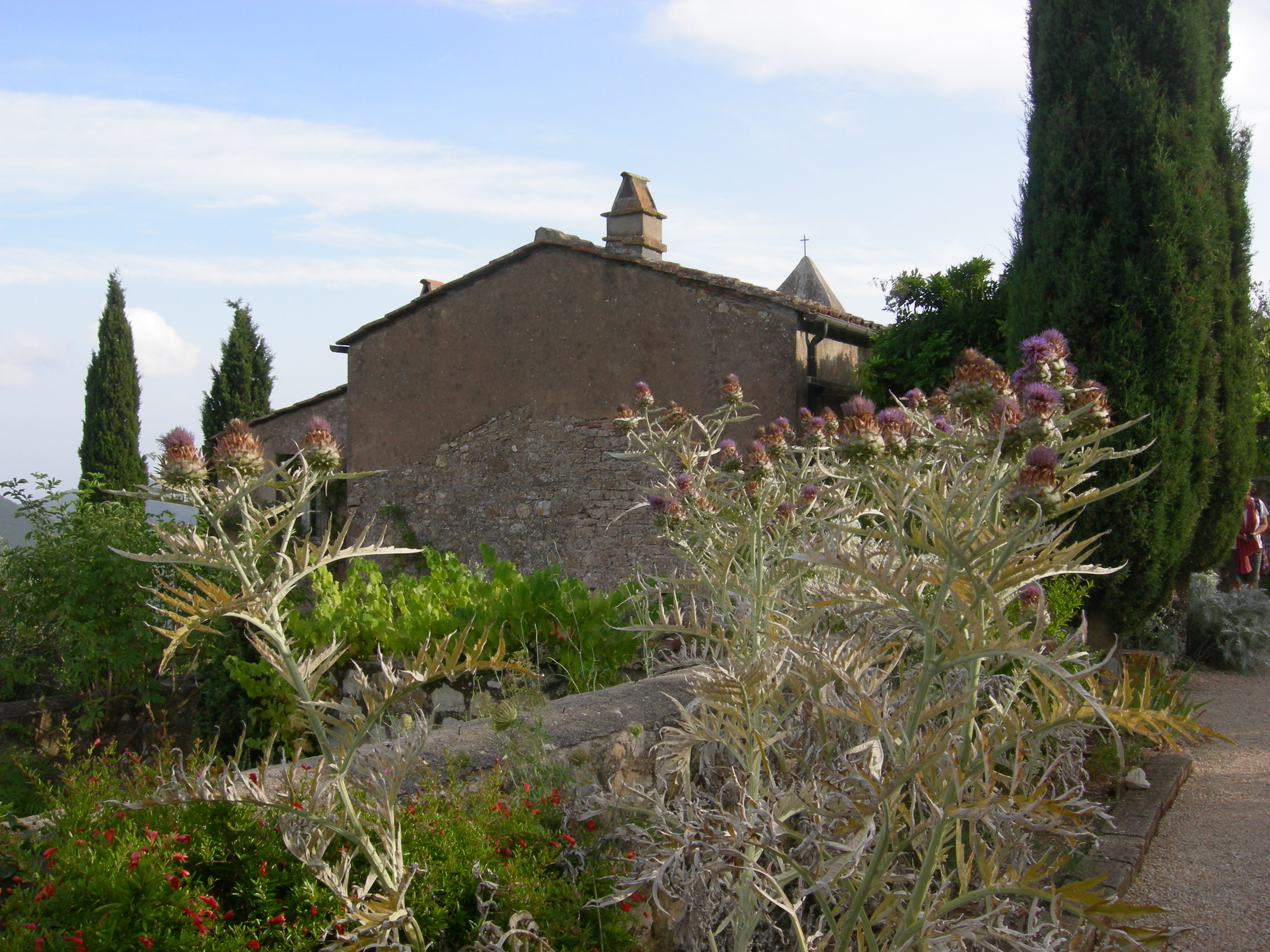
Jardin botanique.

## Source
- (it) Cet article est partiellement ou en totalité issu de l’article de Wikipédia en italien intitulé « Orto dei Semplici Elbano » (voir la liste des auteurs).